# Buzzy Boop at the Concert
Buzzy Boop at the Concert es un corto de animación estadounidense de 1938, de la serie de Betty Boop. Fue producido por los estudios Fleischer y distribuido por Paramount Pictures. En él aparecen Betty Boop y su prima Buzzy.
Según el historiador de animación Jerry Beck, este corto se considera perdido.

## Producción
Buzzy Boop at the Concert es la octogésima entrega de la serie de Betty Boop y fue estrenada el 16 de septiembre de 1938.